# Vérfürj
A vérfürj (Haematortyx sanguiniceps) a madarak osztályába, a tyúkalakúak (Galliformes) rendjébe és a fácánfélék (Phasianidae) családjába tartozó Haematortyx nem egyetlen faja.
A magyar név forrással nincs megerősítve.

## Rendszerezése
A nemet és a fajt is Richard Bowdler Sharpe angol zoológus írta le1879-ben.

## Előfordulása
Borneó szigetén, Indonézia és Malajzia területén honos. Természetes élőhelyei a trópusok és szubtrópusok síkvidéki és hegyi esőerdők. Állandó, nem vonuló faj.

## Megjelenése
Testhossza 25 centiméter.

## Természetvédelmi helyzete
Az elterjedési területe elég nagy, egyedszáma 670–7 700 példány közötti és csökken, de még nem éri el a kritikus szintet. Élőhelyeinek folyamatos pusztulása veszélyezteti. A Természetvédelmi Világszövetség Vörös listáján nem fenyegetett fajként szerepel.